# Bulbill

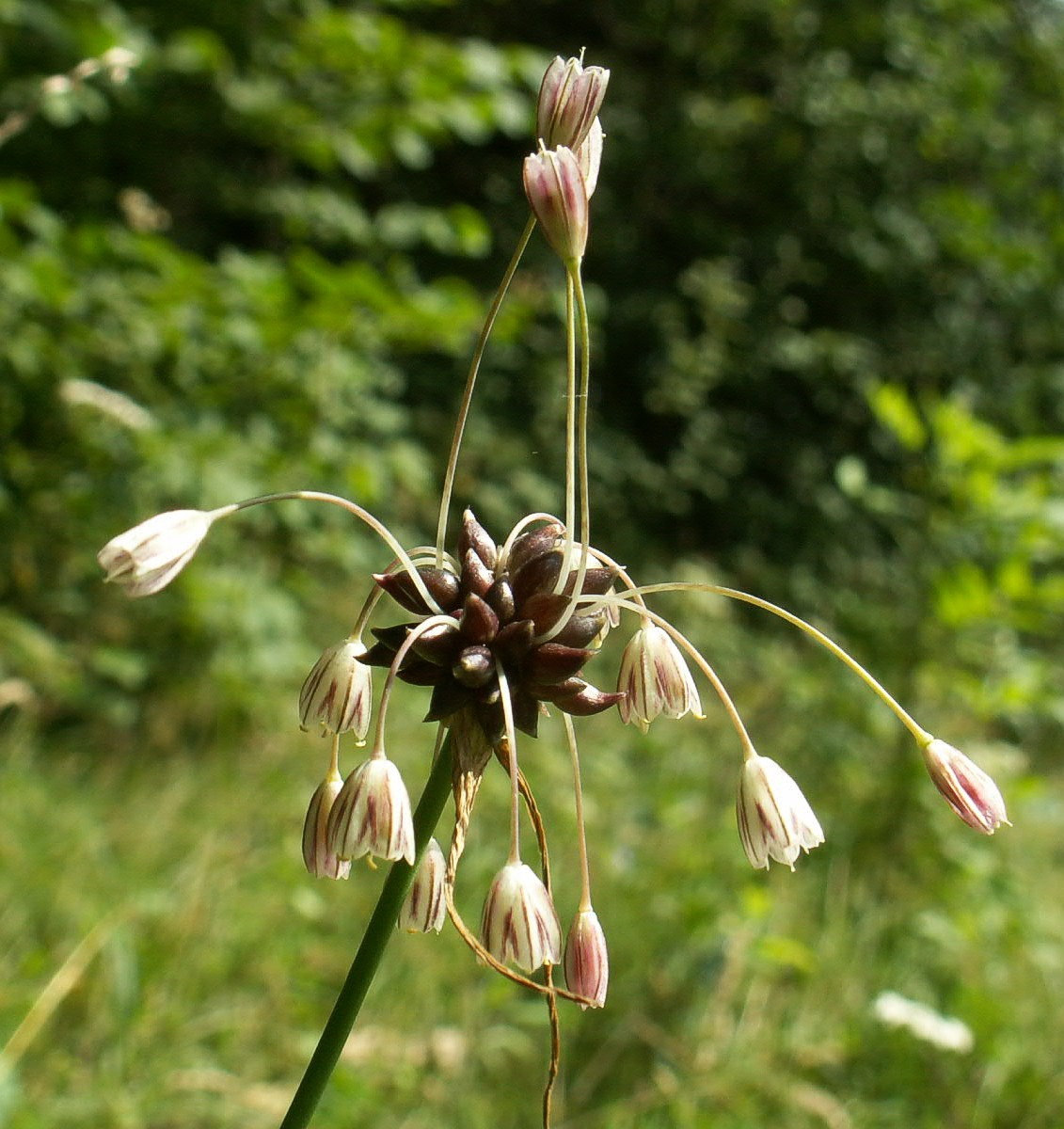
Backlök (Allium oleraceum) med bulbiller i blomställningen.

En bulbill är en smålök eller groddknopp hos vissa blomväxter, som bildar dessa groddknoppar i form av små lökar i bladvecken eller i blomställningen. Dessa lökar faller sedan av eller viks ned från plantan när den vissnat ned, och på så sätt gror en ny planta. Fenomenet är vanligt i liljesläktet (Lilium) och löksläktet (Allium). Bulbillen är en vegetativ förökningsenhet.